# Banco Macclesfield
El Banco Macclesfield es un atolón hundido y alargado con arrecifes submarinos y bancos de arena en el Mar del Sur de China. Se encuentra al este de las islas Paracel, al suroeste de las Islas Pratas y al norte de las Islas Spratly. Su longitud supera los 130 kilómetros (81 millas) de suroeste al noreste, con una anchura máxima de más de 70 km (43 millas). Con una superficie de 6448 km² del océano (2490 millas cuadradas) en el borde exterior del arrecife, aunque completamente sumergido sin cayos o islotes emergentes, es uno de los mayores atolones del mundo. El Banco Macclesfield es parte de lo que la República Popular China llama las "Islas Zhongsha", que incluye una serie de características submarinas geográficamente separadas, y también se refiere a una división administrativa a nivel de condado.
El Banco Macclesfield fueron llamado así por un buque de la armada británica, el HMS Macclesfield, que encalló en las proximidades de este lugar en 1804.
El borde roto del arrecife de coral tiene una anchura de hasta 8 km (5 millas), tiene profundidades de 11,8 m (39 ft)  en el extremo noreste del banco y profundidades de 11,6 a 18 m (59 ft) en otros lugares. Dentro de la laguna, el banco de arena Walker marca la profundidad menos conocida de 9,2 m (30 ft). En general, la laguna central es muy profunda, con profundidades de hasta 100 m (330 ft).
El Banco Macclesfield es en su totalidad o en parte, reclamado por China y Taiwán (República de China).